# Atanus perspicillata
Atanus perspicillata är en insektsart som beskrevs av Henry Fairfield Osborn och Ball 1897. Atanus perspicillata ingår i släktet Atanus och familjen dvärgstritar. Inga underarter finns listade i Catalogue of Life.